# Comuna Søndersø

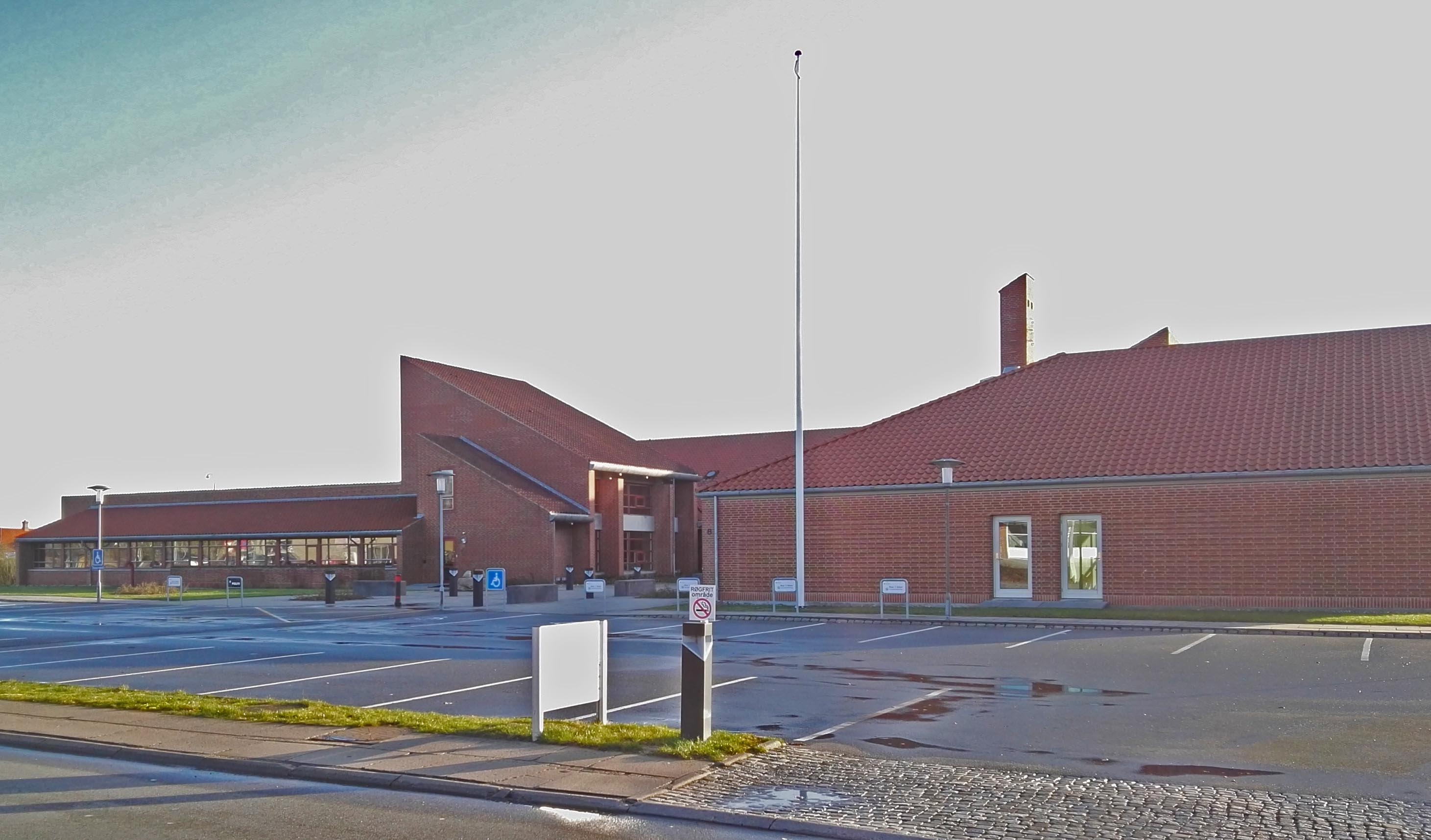

Søndersø (Søndersø Kommune) a fost o comună din comitatul Fyns Amt, Danemarca, care a existat între anii 1970-2006. Comuna avea o suprafață totală de 181,36 km² și o populație de 11.444 de locuitori (în 2006), iar din 2007 teritoriul său face parte din comuna Nordfyns.